# Belvidere (Vermont)
Belvidere és una població dels Estats Units a l'estat de Vermont. Segons el cens del 2000 tenia 294 habitants.

## Demografia
Segons el cens del 2000, Belvidere tenia 294 habitants, 114 habitatges, i 71 famílies. La densitat de població era de 3,5 habitants per km².
Dels 114 habitatges en un 36,8% hi vivien nens de menys de 18 anys, en un 55,3% hi vivien parelles casades, en un 2,6% dones solteres, i en un 37,7% no eren unitats familiars. En el 24,6% dels habitatges hi vivien persones soles el 8,8% de les quals corresponia a persones de 65 anys o més que vivien soles. El nombre mitjà de persones vivint en cada habitatge era de 2,58 i el nombre mitjà de persones que vivien en cada família era de 3,14.
Per edats la població es repartia de la següent manera: un 27,9% tenia menys de 18 anys, un 7,8% entre 18 i 24, un 34,4% entre 25 i 44, un 18,4% de 45 a 60 i un 11,6% 65 anys o més.
L'edat mediana era de 35 anys. Per cada 100 dones de 18 o més anys hi havia 98,1 homes.
La renda mediana per habitatge era de 44.583 $ i la renda mediana per família de 50.500 $. Els homes tenien una renda mediana de 36.250 $ mentre que les dones 25.500 $. La renda per capita de la població era de 19.081 $. Entorn del 8,8% de les famílies i el 9,4% de la població estaven per davall del llindar de pobresa.